# Aserbajdsjans Olympiske Komité
Aserbajdsjans Olympiske Komité (azeri: Azərbaycan Milli Olimpiya Komitəsi; forkortet AMOK) er en almennyttig sportsorganisation fra Aserbajdsjan, og den officielle repræsentant vedrørende aserbajdsjansk deltagelse ved de Olympiske lege. Organisationen blev oprettet i 1992 og anerkendt af IOC i 1993.